# R. Várkonyi Ágnes
R. Várkonyi Ágnes, Ruttkay Kálmánné (Salgótarján, 1928. február 9. – Budapest, 2014. december 13.) Széchenyi-díjas magyar történész, művelődéstörténész, egyetemi tanár, a Magyar Tudományos Akadémia rendes tagja. Kutatási területe a Rákóczi-szabadságharc, a Zrínyi-mozgalom, a Habsburg-berendezkedés, a történetírás története, az ikonológia és a történeti ökológia volt.

## Életpályája
1947-ben kezdte meg egyetemi tanulmányait a Pázmány Péter Tudományegyetem (1950-től Eötvös Loránd Tudományegyetem) Bölcsészettudományi Karának magyar–történelem–levéltár szakán, ahol 1951-ben szerzett bölcsész diplomát. Mestereinek Kumorovitz L. Bernátot, Hajnal Istvánt és Léderer Emmát tekintette. Diplomájának megszerzése után a Magyar Tudományos Akadémia Történettudományi Intézetének munkatársa, később középkori, majd a kora újkori osztályának vezetőjévé nevezték ki. Az intézetet 1983-ban hagyta el, amikor az ELTE Bölcsészettudományi Karának középkori és kora újkori magyar történet tanszékének tanszékvezető egyetemi tanárává nevezték ki. Ezt a tisztségét 1998-ig töltötte be, amikor nyugdíjba vonult. 1999-ben professor emerita címet adományoztak számára.
1960-ban védte meg történettudományok kandidátusi, 1971-ben akadémiai doktori értekezését. 2001 és 2004 között az MTA közgyűlési képviselője volt. Az MTA Történettudományi Bizottságának, illetve az Athenaeum Bizottságának lett tagja, előbbinek később elnöke is. 2007-ben a Magyar Tudományos Akadémia levelező, 2013-ban rendes tagjává választotta. 1995-ig a Tudományos Minősítő Bizottság tagja, 1996-ig pedig a Gróf Mikó Imre Alapítvány elnöke volt. A brit Királyi Történeti Társaság (Royal Historical Society) is felvette levelező tagjai sorába. A Professzorok Batthyány Körének tagja volt. A Koraújkori Társaság elnökévé választották. A Századok című szakfolyóirat szerkesztőbizottságának is tagja lett.

## Családja
Ruttkay Kálmánnal (1922–2010), az angol irodalom kutatójával kötött házasságából két leánygyermeke született.

## Díjai, elismerései
- Akadémiai Díj (1965, 1987)
- Comenius-emlékérem (1992)
- Madách Imre-díj (1996)
- Szent-Györgyi Albert-díj (1998)
- Nógrád megye díszpolgára (1998)
- Az év ismeretterjesztő tudósa (1999)
- Széchenyi-díj (2000)
- A Magyar Köztársasági Érdemrend középkeresztje (2003)
- Salgótarján díszpolgára (2004)

- Nevét őrzi a 413233 Várkonyiágnes kisbolygó.[3][4]

## Főbb publikációi
- Vak Bottyán (1951)
- Köpeczi Béla–R. Várkonyi Ágnes: II. Rákóczi Ferenc; Művelt Nép, Budapest, 1955 (Magyar Történelmi Társulat)
- A kuruckor hősei (1957)
- Thaly Kálmán és történetírása; Akadémiai, Budapest, 1961 (Tudománytörténeti tanulmányok)
- Két pogány közt. A Rákóczi-szabadságharc története (1968)[5]
- A pozitivista történetszemlélet a magyar történetírásban I–II. (1973)
- Rákóczi-tükör. Naplók, jelentések, emlékiratok a szabadságharcról, I–II. (1973)
- Így élt Vak Bottyán (1975)
- A szécsényi országgyűlés (1975)
- Török világ és magyar külpolitika (1975)
- Köpeczi Béla–R. Várkonyi Ágnes: II. Rákóczi Ferenc; képanyag összeáll. Rózsa György, időrendi táblázat, bibliográfia, névmutató Varga István; 2. átdolg., bőv kiad.; Gondolat, Budapest, 1976
- Magyarország keresztútjain. Tanulmányok a XVII. századról (1978)
- Erdélyi változások. Az erdélyi fejedelemség a török kiűzésének korában, 1660–1711 (1984)
- Buda visszavívása, 1686 (1984)
- Erdély története; a három kötetes mű második kötetének Az önálló erdélyi fejedelemség utolsó évtizedei (1660–1711) című fejezete (784–972. oldalak)
- Magyar reneszánsz udvari kultúra (szerkesztés, 1987)
- Magyarország visszafoglalása 1683–1699 (1987)
- Bécs 1683. évi török ostroma és Magyarország; szerkesztette: Benda Kálmán, R. Várkonyi Ágnes; Akadémiai, Budapest, 1988
- A fejedelem gyermekkora (1989)
- Monumenta Zrinyiana I. (szerk., 1991)
- Európa híres kertje. Történeti ökológia tanulmányok Magyarországról; szerkesztette: R. Várkonyi Ágnes, Kósa László, Várkonyi Gábor; Orpheusz Könyvek, Budapest, 1993
- Europica Varietas – Hungarica Varietas. Tanulmányok (1994)
- A tűzvész tanúi; Liget Műhely Alapítvány, Budapest, 1995 (Liget könyvek)
- Alternatívák Mohács után (1996)
- Európa Zrínyije (1996)
- Megújulások kora. Magyarország története, 1526–1711; Magyar Könyvklub–Officina Nova–Helikon, Budapest, 1997 (Új képes történelem)
- A királyi Magyarország 1541–1686 (egyetemi tankönyv, 1999)
- A megosztottság évszázada 1526–1606 I. (1999)
- Századfordulóink. Esszék, tanulmányok; Liget Műhely Alapítvány, Budapest, 1999 (Liget könyvek)
- Táj és történelem. Tanulmányok a történeti ökológia világából; szerkesztette: R. Várkonyi Ágnes; Osiris, Budapest, 2000
- Der König und der Fürst (2001)
- „The Common Case of Europe” (2003)
- Közép-Európa Rákóczi politikájában (2003)
- Megújulások kora. Magyarország története 1526–1711 (2007)
- Zrínyi Ilona. "Európa legbátrabb asszonya"; fordította: Yilmaz Gülen; Magyar-Török Baráti Társaság, Budapest, 2008
- "Európa közös ügye" Rodostó nézőpontjából; Magyar Nemzeti Múzeum, Budapest, 2009
- Európa Zrínyije. Válogatott tanulmányok (2010)
- A Rákóczi-szabadságharc Európában. Rákóczi's war of independence in European content (2011)
- Politikai kultúra és információ a kora újkorban. Székfoglaló előadások a Magyar Tudományos Akadémián. (2014)
- A Királyi Magyarország és az Erdélyi Fejedelemség a 17-18. századi béketárgyalásokban és békekötésekben. Székfoglaló előadások a Magyar Tudományos Akadémián. (2015)